# سیارک ۷۲۵۷
سیارک ۷۲۵۷ (به انگلیسی: 7257 Yoshiya، نامگذاری:1994AH1) هفت هزار و دویست و پنجاه و هفتمین سیارک کشف شده‌است که در ۷ ژانویه ۱۹۹۴ کشف شد.
قدر مطلق سیارک برابر ۲۳.۴ است.